# エドガー・アボット
エドガー・アボット（Edgar Abbott、1850年頃 - 1890年7月17日）は、明治時代の日本で活躍したイギリスの実業家である。

## 経歴・人物
横浜で証券関係の企業に就職する。1885年（明治18年）7月、ウィリアム・コープランドのビール工場跡地を訪問したことにより、ウィリアム・ヘンリー・タルボットらと共にジャパン・ブルワリー・カンパニー（現在の麒麟麦酒）を設立し、日本におけるビールの普及に携わった。
その後帰国し、1890年母国の首都ロンドンで死去した。アボットの墓は横浜外国人墓地に所在する。